# Penelope (Schiff, 1936)
Die Penelope , auch HMS Penelope , war ein Leichter Kreuzer der Arethusa-Klasse der Royal Navy. Sie wurde von Harland & Wolff gebaut; ihr Kiel wurde am 30. Mai 1934 ausgelegt. Sie wurde am 15. Oktober 1935 vom Stapel gelassen und am 13. November 1936 in Dienst gestellt. 

## Geschichte
Die HMS Penelope gehörte nach ihrer Indienststellung zur Mediterranean Fleet (Mittelmeerflotte). Nach Ausbruch des Zweiten Weltkrieges wurde sie im Frühjahr 1940 zur Home Fleet verlegt, um am Norwegen-Feldzug teilzunehmen. Bei den Zerstörergefechten bei Narvik lief sie dabei am 10. April 1940 auf einen Felsen und musste schwer beschädigt abgeschleppt werden. Die anschließenden Reparaturarbeiten dauerten bis Juli 1941.
Danach verlegte das Schiff ins Mittelmeer und operierte ab 21. Oktober 1941 mit anderen Einheiten als Teil der Force K gegen italienisch-deutsche Geleitzüge nach Nordafrika. Hierbei wurden insgesamt neun Frachtschiffe versenkt, einige Begleiter versenkt und einige beschädigt. Bei einer dieser Fahrten geriet die HMS Penelope am 19. Dezember 1941 in ein italienisches Minenfeld und wurde leicht beschädigt. Während der Reparaturen erlitt sie weitere Schäden bei einem Bombenangriff. Dabei wurde sie so oft von Bombenfragmenten durchbohrt, dass sie den Spitznamen HMS Pepperpot („HMS Pfefferstreuer“) erhielt. 
Ab Januar 1942 war sie wieder einsatzbereit und sicherte Malta-Konvois. Vom 1. September 1942 bis Anfang 1943 erfolgte eine große Werftliegezeit auf der Marinewerft New York. Danach verlegte sie wieder ins Mittelmeer. Im Juni 1943 nahm das Schiff an Landzielbeschießungen und Landungen auf den italienischen Inseln Pantelleria und Lampedusa teil, im Juli an den Landungen auf Sizilien und im September 1943 in Salerno (Operation Avalanche). Danach operierte die HMS Penelope im Oktober 1943 gegen deutschen Schiffsverkehr im Dodekanes. Bei einer dieser Fahrten wurde sie am 7. Oktober durch Bombentreffer deutscher Flugzeuge des Sturzkampfgeschwaders 3 beschädigt. Ende 1943 jagte sie deutsche Sperrbrecher im Atlantik. Anfang 1944 kehrte sie wieder ins Mittelmeer zurück und unterstützte am 22. Januar 1944 die alliierte Landung bei Anzio/Nettuno (Operation Shingle). Auf dem Rückmarsch von dieser Operation wurde die HMS Penelope am 18. Februar 1944 vom deutschen U-Boot U 410 (Olt. z. S. Horst-Arno Fenski) versenkt, wobei 417 von 623 Besatzungsmitgliedern umkamen.
Die HMS Penelope war der letzte britische Kreuzer, der im Zweiten Weltkrieg verlorenging.

## Roman „The Ship“
C. S. Forester, Autor der Horatio-Hornblower-Reihe von Seegeschichten, die zur Zeit der Napoleonischen Kriege spielt, veröffentlichte im Mai 1943 seinen Roman The Ship. Er spielt im Mittelmeerkrieg und folgt einem leichten Kreuzer der Royal Navy in einer Aktion, in der dieser eine überlegene italienische Streitmacht besiegt. Der Charakter und die Motivation vieler Männer an Bord und die Beiträge, die sie leisten, werden berücksichtigt. Der Autor widmete das Buch „mit tiefstem Respekt den Offizieren und der Besatzung der HMS Penelope“. Die Geschichte der fiktiven HMS Artemis basiert auf dem Zweiten Seegefecht im Golf von Syrte, folgt aber nicht im Detail. Das Buch wurde veröffentlicht, bevor die HMS Penelope (97) versenkt wurde.
Penny Mordaunt, im Jahr 2019 für 85 Tage Verteidigungsministerin des Vereinigten Königreichs, ist nach der HMS Penelope benannt. Sie hat im House of Commons auf diese Tatsache hingewiesen.